# 1965 au Maroc
Chronologie du Maroc
- 1961
- 1962
- 1963
- 1964
- 1965
- 1966
- 1967
- 1968
- 1969

Cet article présente les faits marquants de l'année 1965 au Maroc ou relatifs au Maroc.

## Événements
- 22-25 mars, Maroc : une grève scolaire tourne à l’émeute à Casablanca (23 mars). Le 24, la répression fait officiellement 7 morts, 68 blessés et 168 arrestations (400 morts selon l’ambassade de France)[1]. Le bilan est contesté : les autorités marocaines l'évaluent à une dizaine de morts, la presse étrangère et l'UNFP le chiffrent à plus de 1 000 morts[2].
- juin 1965 : inauguration du complexe industriel de Safi[3].
- 7 juin, Maroc : le roi Hassan II proclame l’état d’exception après avoir échoué à constituer un gouvernement d’union nationale (fin en 1970)[1].
- 29 octobre : enlèvement à Paris de Mehdi Ben Barka, chef des opposants au roi du Maroc Hassan II (UNFP)[4].

## Sports
- La Coupe du Maroc de football 1964-1965, également nommée Coupe du Trône est la neuvième édition de la compétition.
- La Coupe du Maroc de football 1965-1966, également nommée Coupe du Trône est la dixième édition de la compétition.
- La saison 1964-1965 des FAR de Rabat est la septième de l'histoire du club. Elle débute alors que les militaires avait remporté le championnat de la saison dernière. Le club est par ailleurs engagé en coupe du Trône.